# Mionochroma carmen
Mionochroma carmen là một loài bọ cánh cứng trong họ Cerambycidae.